# Sapaudia
Sapaudia (en latín: Sapaudia) es el moderno nombre latino para el "Allobrogie", que corresponde al territorio habitado por los alóbroges y donde se asentaron los borgoñones en 443. Corresponde a la región entre el Jura y los Alpes, es decir, entre el Ain, el Ródano, la región del lago de Ginebra, el Jura y el Aar (o sea, la Suiza romande), incluida la civitas de Ginebra, Nyon y Avenches. Una región histórica que corresponde a la parte meridional de la Maxima Sequanorum. 

## Toponimia
El término Sapaudia, literalmente "país de los pinos", es el origen del nombre moderno de Saboya.
El uso del nombre está atestiguado solo por Amiano Marcelino, en 354, y las pocas líneas relacionadas con el mismo. Describe el curso del Ródano: "Desde allí (el lago de Ginebra), donde sin pérdida atraviesa Saboya y Sequanes y, habiendo avanzado mucho, corre a lo largo de los vieneses a la izquierda, el Lyonnaise a la derecha (...)"
·
·

.. El historiador Pierre Duparc, publicado en 1958, recuerda las diferentes definiciones de sus predecesores, que cita el historiador Camille Jullian, quien considera que este "país que enfrenta el Ródano a la derecha del lago y antes de entrar en la región Bugey"; según el historiador suizo P.-E. Martin, sería más bien la tierra entre Ginebra y Grenoble probablemente con los valles de Tarentaise y Maurienne, o el medievalista francés Ferdinand Lot, "El bosque de pino (...) la parte montañosa y selvática del gran territorio de los alóbroges. ". El estudio del texto de Marcelino, por el historiador Pierre Duparc, lleva a ver que debemos traducir la cita "a través de Sapaudia, donde están los Sequanes ". Esta lectura define el territorio así designado como que se extiende desde "el valle del Ródano desde el desfiladero de la esclusa, río abajo de Ginebra", y probablemente se habría extendido a la confluencia de Ain."
Sapaudia se confunde así con los países de los alóbroges, pero también con Helvetia a Eburodunum (Yverdon). Contrariamente a lo que algunos historiadores han pensado, el Ródano no era una frontera, que pasaba bastante más al norte, en las estribaciones del Jura. Por lo tanto, ocupa los territorios comprendidos entre los Alpes y el Jura, abandonados por los refugiados helvéticos en la actual Suiza alemana. Ocupa más precisamente Ginebra, la mitad occidental de la meseta suiza, parte del departamento actual de Ain y Alta Saboya. Sapaudia fue ocupada por los borgoñones en 443 y Ginebra fue la capital.

## Historia
En 436 Flavius Aetius, Magister militum del Imperio de Occidente, con la ayuda de los hunos derrotó a los burgundios, un pueblo germánico que había intentado apoderarse de Bélgica. Aetius acababa de rechazar a los burgundios en su establecimiento en las actuales Lorena y Champaña. Alrededor de 443, Aetius ofreció Sapaudia, con la aprobación del emperador Valentiniano III, a los burgundios que acaba de someter. En realidad, son desplazados por la fuerza a esta región desde el Palatinado. Con esto, Aetius estaba creando una reserva de armas y hombres para las guerras de Galia y asegurar la frontera con los Alamanes para detener el avance de estos en la Meseta Suiza. Sin embargo, este territorio nunca se consideró una provincia hasta el Imperio Carolingio. Además del nombre de Burgundia Sabaudica indica el nombre de un país, no una provincia. Los burgundios se mudaron desde la antigua capital, Worms, a Ginebra. Gundahario se convierte en el primer rey de este país.
En el siglo VI, el territorio estaba dividido en cinco pagus mayores:
- Pagus Genevensis, el futuro Condado de Ginebra.
- Pagus Savogensis, el futuro Condado de Saboya.
- Pagus Bellicensis (Bugey).
- Pagus Tarentasia, el futuro Condado de Tarentaise
- Pagus Maurianensis (Maurienne).

## Demografía
Los historiadores estiman que en Sapaudia sobre el 450 la población estaba comprendida entre 80,000 y 100,000 habitantes. Se ha llevado a cabo un estudio demográfico de los cementerios que ha confirmado la existencia de alrededor de 400,000 burgundios durante varios siglos. Se realizó una comparación con los otros pueblos bárbaros también federados con el Imperio Romano: el promedio general era de 25,000 habitantes, incluyendo 5,000 guerreros, para los pueblos más grandes, y 8,000 habitantes incluyendo 1,500 guerreros para los pueblos más modestos. Esto hizo que el reino de Burgundia fuera muy importante en la época. Sin embargo, incluso si las cifras son altas, los burgundio representaron solo un tercio, o incluso menos, de la población en Sapaudia. De hecho, Sapaudia ya contaba con sus propios pueblos de origen itálico antes de la llegada de los burgundios.

## Religión
Según los historiadores de la iglesia Orosio y Sócrates, que vivieron en el siglo V, muchos de los burgundios establecidos en Sapaudia eran católicos, pero los reyes de la segunda dinastía eran arrianos, como los reyes Gundebaldo, Segismundo, Gundemaro III y Godegisilio antes de que se convirtieran.

### Guerra de religión
En el año 500 Clodoveo, que se había convertido al catolicismo después de su victoria contra los alamanes, decidió atacar a los burgundios - no podía soportar que fueran herejes y politeístas. Ganó batalla tras batalla y terminó ganando la guerra. Según el historiador Gregorio de Tours, Clodoveo quería especialmente lavar el honor de su nueva esposa Clotilde, sobrina del rey de Burgundia Gundebaldo, con la que se había casado en 493.
Por otro lado, no todos los historiadores coinciden en que la guerra entre Clodoveo y los burgundios tuvo lugar en 500. Otros historiadores creen que Clodoveo derrotó a los burgundios en 506 y que se habría convertido ese mismo año. Según estos mismos historiadores, esta guerra no fue de ninguna manera religiosa. Godegisilo, compartiendo el trono de Burgundia (también llamada Sapaudia) con su hermano Gundebaldo, traicionó a este último al hacer una alianza con Clodoveo. A cambio de su apoyo, Godegisilo le prometió a Clodoveo convertirse en un vasallo de este último. Clodoveo atravesó la frontera de Burgundia en el año 500. Luchó contra los ejércitos de Gundebaldo cerca de Dijon. Fue en este momento que Godegisilo se volvió y comenzó a atacar a los ejércitos de su hermano. Sorprendido, Gundebaldo huyó con parte de su ejército y se fue al sur del reino, Aviñón. Esta elección le permitió hacer una alianza con Alarico II, el rey de los visigodos, que acudió en su ayuda enviándole tropas. Por su parte, Godegisilo recibió una guarnición de francos y luego se trasladó a Vienne. A finales de 500, Gundebaldo sitió Vienne con las tropas de Alarico II. La ciudad no estaba lista para resistir el asedio, por lo que Godrgisilo decidió expulsar todas las bocas inútiles porque la hambruna estaba cerca. Uno de los expulsados fue el empleado del acueducto, quien, molesto, propuso a Gundebaldo entrar en la ciudad por sí mismo. Fue así como Gundebaldo entró en la ciudad y se apoderó de Vienne. Godegisilo se había refugiado en la catedral. Gundebaldo fue allí y lo mató en el acto, así como al obispo. También mató a la esposa y a los dos hijos de Godegisilo, solo sus dos nietas se salvaron: Sedeleubeude y Guntheuca. Gundebaldo ejecutó asimismo a los nobles burgundios y galos de Vienne. Los soldados francos fueron detenidos y entregados a Alarico II, que fue recompensado.